# 汪洵
汪洵（？年—？年），字渊若，一字子渊，江苏阳湖县（今属常州市）人。清末官员、诗人。
光緒十八年（1892年）壬辰科二甲進士。同年五月，改翰林院庶吉士。光緒二十一年四月，散館，授翰林院編修。
汪洵工诗，《晚晴簃诗汇》收其诗作一首。亦工書法。